# Heidi Mohr
Heidi Mohr (Weinheim, Alemania Occidental, 29 de mayo de 1967-7 de febrero de 2019) fue una futbolista alemana. Jugaba como delantera y su equipo era el 1. FFC Frankfurt de la Bundesliga de Alemania.

## Participaciones en Copas del Mundo, JJ.OO. y Eurocopa Femenina
| Evento                                  | Equipo   | Sede           | Resultado      |
| --------------------------------------- | -------- | -------------- | -------------- |
| Copa Mundial Femenina de Fútbol de 1991 | Alemania | China          | Cuarto lugar   |
| Copa Mundial Femenina de Fútbol de 1995 | Alemania | Suecia         | Segundo lugar  |
| Juegos Olímpicos de Atlanta 1996        | Alemania | Estados Unidos | Fase de grupos |
| Eurocopa Femenina 1989                  | Alemania | Alemania       | Campeón        |
| Eurocopa Femenina 1991                  | Alemania | Dinamarca      | Campeón        |
| Eurocopa Femenina 1993                  | Alemania | Italia         | Cuarto lugar   |
| Eurocopa Femenina 1995                  | Alemania | Europa         | Campeón        |

## Clubes
| Club              | País     | Año       |
| ----------------- | -------- | --------- |
| TuS Niederkirchen | Alemania | 1986-1994 |
| TuS Ahrbach       | Alemania | 1994-1995 |
| 1. FFC Frankfurt  | Alemania | 1995-2000 |

## Palmarés

### Títulos nacionales
| Título           | Club              | País     | Temporada |
| ---------------- | ----------------- | -------- | --------- |
| Bundesliga       | TuS Niederkirchen | Alemania | 1992-1993 |
| Bundesliga       | 1. FFC Frankfurt  | Alemania | 1998-1999 |
| Copa de Alemania | 1. FFC Frankfurt  | Alemania | 1998-1999 |
| Copa de Alemania | 1. FFC Frankfurt  | Alemania | 1999-2000 |

### Títulos internacionales
| Título            | Equipo   | Sede      | Año  |
| ----------------- | -------- | --------- | ---- |
| Eurocopa Femenina | Alemania | Alemania  | 1989 |
| Eurocopa Femenina | Alemania | Dinamarca | 1991 |
| Eurocopa Femenina | Alemania | Europa    | 1995 |

### Distinciones individuales
| Distinción                                    | Año     |
| --------------------------------------------- | ------- |
| Máxima goleadora de la Bundesliga Femenina    | 1990-91 |
| Máxima goleadora de la Bundesliga Femenina    | 1991-92 |
| Máxima goleadora de la Bundesliga Femenina    | 1992-93 |
| Máxima goleadora de la Bundesliga Femenina    | 1993-94 |
| Máxima goleadora de la Bundesliga Femenina    | 1994-95 |
| Máxima goleadora de la Eurocopa Femenina      | 1991    |
| Bota de plata Copa Mundial Femenina de Fútbol | 1991    |